# ウィリアム・ワシントン

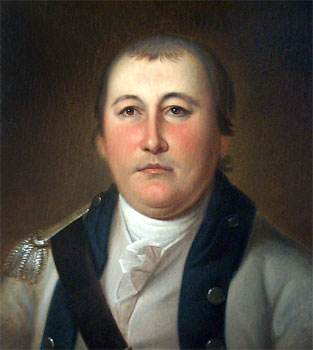

ウィリアム・ワシントン（英: William Washington、1752年2月28日 - 1810年3月6日）は、アメリカ独立戦争中の南部戦線で活躍した騎兵士官である。独立戦争後に新生なったアメリカ合衆国では最終的に准将の位まで進んだ。

## 独立戦争前
ワシントンはバージニア植民地のスタッフォード郡で生まれた。運動神経が良く活力に富み、6フィート (1.8 m)の身長にやや肉付きの良い体をしていた。ワシントンはベイリー・ワシントンとキャサリーン・ストローク・ワシントン夫妻の長男として生まれた（ジョージ・ワシントンとウィリアム・ワシントンの交わした書簡を含み一次資料にあたれば、2人は又従兄弟の間柄となる）。ウィリアム・ワシントンは、南部の農園主の教育法で育てられ、紳士となることの価値を認めていた。ワシントンはバージニアのスチュアート牧師に教育を受けた。ギリシャ語を学び神学を勉強して教会に仕えるだけの素養を身に付けた。しかし、聖職に就く代わりに、聖書を横に置いて、イギリスに対する独立戦争に参戦することになった。

## 独立戦争
ワシントンは1775年9月12日にスタッフォード郡民兵隊の大尉に選ばれ、その中隊は1776年2月25日に大陸軍の第3バージニア連隊に組み込まれた。初陣は1776年9月14日のハーレムハイツの戦いであったが、この時敵のマスケット銃弾が当たり負傷した。この年遅く、部隊を率いて北方に至り、ナサニエル・グリーンの下に入ってトレントンの戦いで功績を上げた。ワシントンはドイツ人傭兵部隊の防御柵に突撃をかけ、同じ中隊のジェームズ・モンロー中尉（後のアメリカ合衆国大統領）と共に、キング・ストリートにあった敵の大砲2門を捕獲した。この戦闘でもワシントンは手を負傷したが、総司令官のジョージ・ワシントン将軍からは感謝の言葉を貰った。ワシントンは他にも幾つかの戦闘に参戦したが、これらは歩兵隊の戦闘であった。
ワシントンは騎兵隊の指揮を任された。1777年1月27日、ワシントンは少佐に昇進し、第4大陸軍軽装竜騎兵隊に配属となった。その後すぐにジョージ・ベイラー大佐の第3大陸軍軽装竜騎兵隊に転属されその副官となった。第3軽装竜騎兵隊は1778年9月27日から28日にかけて、ニュージャージーのリバーベイルとオールドタッペンにおけるベイラーの虐殺と呼ばれる戦闘で、イギリス軍に散々に敗れた。この虐殺で殺されも捕まりもしなかったのはわずか55名だった。これで衰えてしまった士気を回復させ、1778年11月20日にワシントンは中佐に昇進し、第3軽装竜騎兵隊の指揮を任されることになった。この後、ワシントンの部隊は南部戦線に転進し、チャールストンにいたベンジャミン・リンカーン少将の愛国者軍に合流した。1780年3月、ワシントンの部隊は敵の進軍に対して偵察・警戒を行うため、少数の部隊と共にサウスカロライナのモンクスコーナーの近くに派遣された。3月26日、ワシントンはその頃恐れられていたバナスター・タールトン中佐の指揮するイギリス軍部隊と、ストノ川のランタウェル橋で初めて遭遇した。このときはラトリッジのプランテーションでの戦いの間にアシュレー川でワシントンはタールトンの竜騎兵隊と歩兵隊を負かした。タールトンは4月14日のモンクスコーナーの戦いでは大陸軍のフーガー将軍を打ち破り、ワシントンは残った兵を連れてサンティー川を渡り逃げ延びた。5月5日、ワシントンの部隊はレナヅフェリーで再度破れた。
大陸軍南部戦線の主力部隊は、8月16日のキャムデンの戦いで大敗し、南部はイギリス軍の支配下に入った。ワシントンはダニエル・モーガン将軍の指揮下に入り、サウスカロライナの西部で行われた幾つかの戦いに参戦した。ワシントンはこの時2度大きな成果を上げた。1度目は12月4日、キャムデンの近くルージリーズミルの占領であり、2度目は12月27日から31日にかけて、リトルリバー地区のハモンドの店で略奪していた王党派兵を破ったことであった。ルージリーズミルでは60名の部隊を連れて、100名以上で砦化した家屋を守っていた王党派兵を脅して、1発の銃弾も放たずに降伏させた。ワシントンの兵士達は木の幹を積み上げ大砲のように見せて正門の前に置き降伏を要求した。ハモンドの店では250名のジョージア王党派兵に攻撃をしかけ、150名を死傷させ、40名を捕虜に取った。このイギリス側の敗北で、タールトンとその悪評の高いグリーン・ドラグーンズはワシントンとモーガン将軍を追掛けることになり、カウペンスの戦いに繋がった。
1781年1月17日、カウペンスの戦いが起こった。ワシントンの率いる80名の竜騎兵部隊はジョージアの45名の騎乗歩兵と共に、イギリス軍が劣勢となった頃合にその後方と右翼を衝いた。この攻撃が戦いの行方を決定付け大陸軍の大勝利となった。タールトンが退却しかけたときにワシントンの部隊が迫った。イギリス兵と大陸軍は正面から戦闘に入った。サーベルを揮っての戦いの最中に、ワシントンはタールトンの右手に傷を負わせたが、タールトンはワシントンの膝を狙ってピストルを放ちワシントンの馬を傷つけた。タールトンはうまく逃げおおせた。ワシントンがカウペンスで示した勇敢さと勝利に対し、大陸会議はトマス・ジェファーソンの指示で銀メダルを贈った。このメダルはワシントンの生涯における宝となった。
カウペンスの戦いの後、ワシントンの騎兵隊はチャールズ・コーンウォリス率いるイギリス軍を釘付けにすることにより、グリーン将軍の部隊がバージニアのダン川へ撤退するのを助けた。更にその後、グリーンとワシントンはノースカロライナに戻って大陸軍南部戦線の前衛部隊の役割を果たした。
1781年3月15日、ギルフォード郡庁舎の戦いが起こった。グリーン将軍とコーンウォリス将軍の対決であった。この時、戦場における大陸軍の連絡不手際で命令も無しに大陸軍は撤退することになったが、これは戦闘中にワシントンが落とした帽子を拾うために馬を降りたために、彼の部隊の兵士がワシントンを見失ったことに起因しており、そのためにワシントンの騎兵隊の攻撃でコーンウォリスを捕まえる機会を逃してしまった。
1781年4月25日、ホブカークヒルの戦いが起こった。グリーン将軍の部隊がロードン将軍指揮するイギリス軍の攻撃を受けた。ワシントンはロードンの側面を攻撃するよう命令を受けたが、側面に回りこむことができず、主戦場に参加することになった。結局グリーン将軍は撤退し勝利は得られなかった。戦闘後にワシントンが側面を衝けなかったことに加えて、ワシントンの部隊がイギリス軍の戦列の背後で略奪に及び戦利品を集めていたという報告もあり、ワシントンの軍人としての評判が落ちてしまったと言われる。
1781年9月8日、ユートースプリングスの戦いが起こった。これは深南部での最後の戦闘であり、ワシントンにとっても最後の戦いとなった。戦いの最中、グリーン将軍がワシントンにユートークリーク沿いにある藪の中にいるイギリス部隊を攻撃するよう命令した。攻撃に向かうと藪に遮られて攻撃が難しく、敵の小部隊が激しく反撃してきた。ワシントンは馬を撃たれて馬とともに倒れ下敷きになってしまい、イギリス兵の銃剣攻撃に曝されることになった。ワシントンは捕虜となり、独立戦争が終わるまでチャールストンに囚われていた。
イギリス軍南部方面軍の指揮官コーンウォリスは後に、「ウィリアム・ワシントン大佐より攻撃が恐ろしい騎兵隊指揮官はいないだろう」と語った。

## 独立戦争後
1782年4月21日、ワシントンはサウスカロライナ、サンディヒルのジェーン・エリオットと結婚した。ワシントンとジェーンは、ジェーンが連隊旗を作って連隊に持参したときに出会った。その旗はワシントンがカウペンスからユートースプリングまで部隊に帯同した。終戦後、二人はサンディヒル・プランテーションに住んで農作に励み、サラブレッド馬を育てた。ワシントンは1787年から1804年まで州議会議員となり、州知事への就任を請われたが、彼自身の言葉で「カロライナ生まれではないので」と断った。ワシントンは1794年にサウスカロライナ州民兵の第7旅団の旅団長も務めた。
1798年のフランスとの海戦が起こった時、前大統領ジョージ･ワシントンはその時の大統領ジョン・アダムズによりアメリカ軍司令官に任命された。ジョージ･ワシントンはウィリアム･ワシントンに将軍の任務と参謀に入るように要請し、ウィリアム･ワシントンはアメリカ軍准将となった。この職を1798年から1800年6月15日まで務め、サウスカロライナとジョージアの防衛に当たった。
ワシントンは長い病の後1810年3月6日58歳で亡くなった。ワシントンはサンディヒルの近くのプランテーション、ライブ･オークに埋葬された。後には妻と息子1人、娘1人が残された。この娘はバージニア州知事アレクサンダー・スポッツウッドの孫アレクサンダー・スポッツウッド将軍と結婚した。